# Tareck El Aissami
Tareck Zaidan El Aissami Maddah (Alberto Adriani, 12 de novembro de 1974) é um político Venezuelano e foi Vice-Presidente da Venezuela, de 4 de janeiro de 2017 até 14 de junho de 2018. Anteriormente, foi Ministro do Interior e Justiça de 2008 a 2012, e o Governador de Aragua, de 2012 a 2017. El Aissami tem enfrentado acusações de participar de corrupção, lavagem de dinheiro e tráfico de drogas. Tareck nega as acusações.
Em 2017, Tareck foi permanentemente banido dos Estados Unidos por seu envolvimento com o tráfico de drogas e violações de direitos humanos, ele também foi sancionado pelo governo do Canadá e do Reino Unido.

## Início da vida
El Aissami, um de cinco filhos, nasceu em 12 de novembro de 1974, em El Vigía, Mérida, Venezuela, onde passou sua infância. Seu pai, Zaidan El Amin El Aissami, que também é conhecido como Carlos Zaidan, foi um imigrante Druso de Jabal al-Drusos na Síria, que liderava um partido baath iraquiano na Venezuela, e tinha ligações com movimentos políticos de esquerda no Oriente Médio, apoiou Hugo Chávez, durante a tentativa de golpe de estado na Venezuela em 1992 e foi preso. Outro membro da família de El Aissami está envolvido na Baathismo era seu tio-avô, Shibli El Aissami, que era o Secretário-Geral Adjunto do Comando Nacional do Partido Socialista Árabe baath. El Aissami mãe é de origem libanesa.

## Governador
Ele serviu como Governador de Aragua de 2012 até 2017. A empresa militar iraquiana, Qods Aviação, que foi sancionada em 2007 sob a Resolução 1747 do Conselho de Segurança da ONU, operou em Aragua, desde 2008, em colaboração com as Forças Armadas da Venezuela. O projeto conjunto durou por todo o mandato de Aissami.
Segundo o analista David Smilde do Instituto Washington pela América Latina, enquanto servia como governador de Aragua, El Aissame "presidiu sobre uma força policial que virou a ser a mais violenta e abusiva no país". Apesar de pôr em prática 21 planos de segurança para Aragua, a violência continuou a aumentar, com a taxa de homicídios de 142 assassinatos por 100.000 habitantes em 2016.

## Vice-Presidência
O presidente Nicolás Maduro designou El Aissami como Vice-Presidente em 4 de janeiro de 2017. A nomeação foi controversa, devido ao seu radicalismo de esquerda. Se uma eleição de recall ocorrer em 2017, ele seria o Presidente da Venezuela até 2019.